# Warum?
«Warum?» — песня немецкой женской поп-рэп группы Tic Tac Toe со второго альбома группы Klappe die 2te и выпущенная 24 февраля 1997 года в качестве ведущего сингла. Песня, написанная Торстеном Бёргером, рассказывает об одном близком друге участницы группы Мелани, которая пристрастилась к наркотикам и умерла от передозировки. «Warum?» является самой успешной песней группы: она достигла первого места в чартах Германии, Австрии и Швейцарии, а также четвёртого места в Нидерландах. Всего было продано 700 000 копий.

## Позиции в чартах

### Недельные чарты
| Чарт (1997)                       | Наивысшая позиция |
| --------------------------------- | ----------------- |
| Австрия (Ö3 Austria Top 40)       | 1                 |
| Europe (European Hot 100 Singles) | 4                 |
| Германия (GfK)                    | 1                 |
| Нидерланды (Dutch Top 40)         | 4                 |
| Нидерланды (Single Top 100)       | 5                 |
| Швейцария (Schweizer Hitparade)   | 1                 |

### По итогам года
| Чарт (1997)                       | Позиция |
| --------------------------------- | ------- |
| Австрия (Ö3 Austria Top 40)       | 9       |
| Европа (European Hot 100 Singles) | 36      |
| Германия (Official German Charts) | 5       |
| Нидерланды (Dutch Top 40)         | 53      |
| Нидерланды (Single Top 100)       | 38      |
| Швейцария (Schweizer Hitparade)   | 17      |

## Сертификации
| Регион | Сертификация | Продажи  |
| --- | ------------ | -------- |
| Австрия (IFPI Austria)                                                                                                   | Золотой      | 25 000*  |
| Германия (BVMI) | Платиновый   | 500 000^ |
| Швейцария (IFPI Switzerland)                                                                                             | Золотой      | 25 000^  |
| * Данные о продажах приведены только на основе сертификации. ^ Данные о тиражах приведены только на основе сертификации. |              |          |